# Llanto maldito
Llanto maldito es una película de terror colombiana dirigida y coescrita por Andrés Beltrán. Fue producida por la compañía Dynamo, reconocida por producciones de televisión como Distrito salvaje, Narcos y Frontera verde, y seleccionada para hacer parte de la selección del Festival Internacional de Cine Fantástico de Cataluña. Protagonizada por Andrés Londoño y Paula Castaño, se estrenó en las salas de cine colombianas el 29 de julio de 2021.

## Sinopsis
Sara y Óscar son una pareja en crisis. Para tratar de recuperar el amor perdido, deciden irse de vacaciones a una cabaña en el bosque con sus dos hijos. Sin embargo, empiezan a sentir la extraña presencia de una mujer merodeando la casa y, lejos de vivir una experiencia edificante, experimentarán el infierno en primera persona.

## Reparto
- Andrés Londoño es Óscar
- Paula Castaño es Sara
- Alanna de la Rossa es Alicia
- Carolina Ribón es Tarumama
- Jerónimo Barón
- Mario Bolaños

## Rodaje
La cinta se filmó a finales del año 2019 en las afueras de Bogotá, en un bosque húmedo cercano al Parque Nacional Natural Chingaza. La cabaña fue construida en su totalidad para la producción fílmica.